# Przydatki macicy

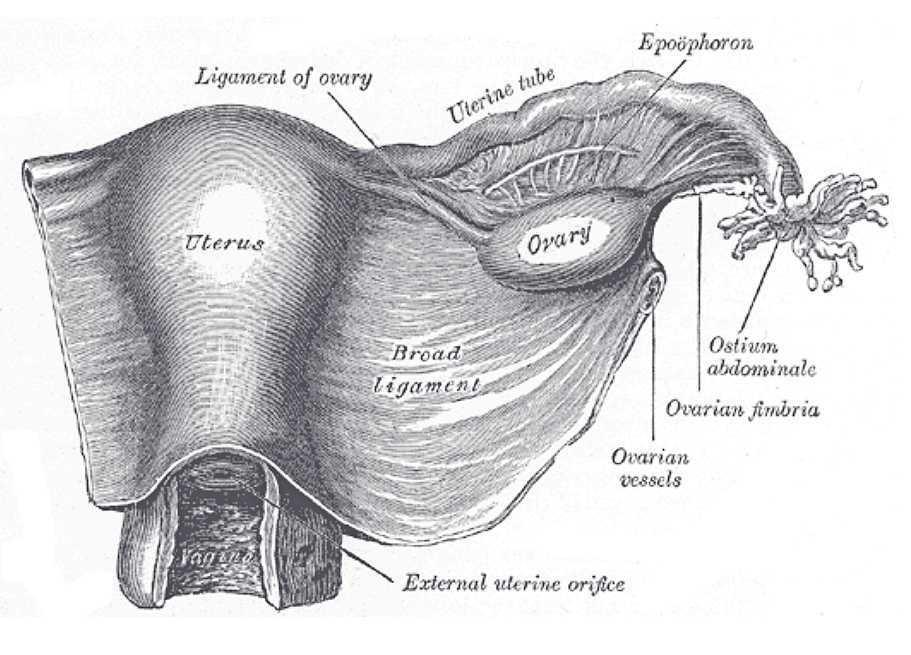

Przydatki macicy (łac. adnexa uteri) – określenie medyczne struktur anatomicznych powiązanych anatomicznie i czynnościowo z macicą. W zależności od źródła, przydatki macicy definiowane są jako:
- jajowody i jajniki[1]
- jajowody, jajniki i podpierające je tkanki[2]
- struktury miednicy mniejszej do tyłu od więzadeł szerokich[3]